# Daniel Fazy
Pour les autres personnalités de même nom de famille, voir Fazy.
Daniel Fazy, de Saint-Véran, est un industriel français.

## Biographie
Il fuit son village après la révocation de l'édit de Nantes par le roi Louis XIV, il se rend à Genève où il importe avec les Vasserot la fabrication des indiennes. Là, son beau-frère Daniel Vasserot fonde en 1692 une manufacture d’indiennes aux Eaux-Vives, à laquelle il associe son fils Antoine Fazy. Antoine (1681-1731), lui-même indienneur, sera reçu habitant de Genève en 1702 et épousera en troisièmes noces Clermonde Rousseau (1674-1747), tante du philosophe Jean-Jacques Rousseau. Trois autres générations de Fazy s'illustreront dans la fabrication d'indiennes à Genève, jusqu'au début du 19e siècle. 
L'un de ses descendants sera le célèbre homme d’État genevois James Fazy (1794-1878).